# Miró de Barcelona
Miró (? – Barcelona, 966), conde de Barcelona (947-966). Fue hijo del conde de Barcelona Suniario I y su segunda mujer, Riquilda de Tolosa. 
Gobernó a la muerte de su padre en 947 junto con su hermano Borrell II, con quien se supone que se repartió las funciones de gobierno. Así, fue Borrell II quien se encargó de las cuestiones militares y de política exterior, mientras Miró se encargó de las funciones internas del condado, y más concretamente de la ciudad de Barcelona.
Miró hizo donaciones a los monasterios de San Cugat del Vallés, San Juan de las Abadesas y Ripoll, y durante su reinado se cree que construyó la Acequia Condal de Barcelona, canal que llevaba las aguas del río Besós hasta la muralla de Barcelona. 
| Predecesor: Suñer I | Conde de Barcelona (junto con Borrell II) 947-966 | Sucesor: Borrell II |

- Datos: Q2275861
- Multimedia: Miro, Count of Barcelona / Q2275861